# Englebert Rendeux
Englebert Rendeux (Luik, 1719 - Rome, 31 december 1777) was een Zuid-Nederlands kunstschilder en componist. Hij is de zoon van Reinier Panhay de Rendeux en is bekend van zijn zeezichten.
Hij was een beursstudent te Rome via de Fondation Lambert Darchis en was onder andere leerling van Claude Joseph Vernet. Rendeux werd na zijn wijding kapelaan aan de ambassade van Malta (Rome).
Werken van hem hangen in palazzo del Senatorio.